# Vasili Chichagov
Vasili Yákovlevich Chichagov (también transliterado como Chichagof; en ruso: Васи́лий Я́ковлевич Чичаго́в; 28 de febrero de 1726 - San Petersburgo, 4 de abril de 1809) fue un almirante de la Armada de Rusia y un explorador, padre de Pável Chichágov, también almirante ruso durante las Guerras Napoleónicas. 

## Biografía
Vasili Chichágov estudió en la Escuela de Matemáticas y Ciencias de la Navegación y se graduó en 1742. Para mejorar sus conocimientos navales, se fue a Gran Bretaña y sirvió en la Royal Navy (1742-45). A lo largo de su vida, sería un entusiasta de todo lo británico, casándose con una mujer inglesa y pasando sus últimos años en el Reino Unido (después de haberse retirado en 1797). 

### Explorador
En 1745, Chichágov sirvió en la Flota del Báltico. En 1764 el geógrafo Mijaíl Lomonósov (1711-65) organizó una expedición científica para descubrir la Ruta del Mar del Norte (el pasaje de Arcángel a Kamchatka) entre los océanos Atlántico y Pacífico, a lo largo de la costa septentrional de Siberia. Chichágov, que entonces servía como comandante adjunto del puerto de Arcángel, fue puesto al mando de la expedición (1765-66). Fueron fletados tres barcos: el Chichágov, el Panov y el Babáyev. Aunque logró navegar más allá de las islas Svalbard y alcanzó los 80° 26'N, en 1765 y los 80° 30'N en 1766, en ambas expediciones no pudo encontrar la ruta. 
Circularon algunos rumores sobre la búsqueda de Hiperbórea, ordenada por Catalina II de Rusia en un decreto secreto firmado el 4 de mayo de 1764, pero en sus memorias, su hijo escribe solamente «una expedición destinada al Polo Norte».

### Carrera militar
Durante la primera guerra Ruso-Turca (1768-74) Chichágov se hizo responsable de la defensa del estrecho de Kerch, previniendo que los buques de guerra otomanos no pudieran acceder al mar de Azov y también fue responsable de la formación de tripulaciones en el mar Báltico (1770-72). Cuando finalizó la guerra pasó a administrar los puertos de Arcángel, Rével y Kronstadt. En 1775 fue admitido como miembro del colegio de almirantes de la Marina. 
Durante la guerra ruso-sueca de guerra de 1788-1790, después de la muerte del almirante Samuel Greig (1735-88), Chichágov fue nombrado comandante de la Flota del Báltico. Fue vencedor en la batalla de Öland (26 de julio de 1789), la batalla de Reval (13 de mayo de 1790) y la batalla de la Bahía de Výborg (4 de julio de 1790), tres brillantes victorias navales que permitieron a los rusos apresar a 5.000 marineros y 200 oficiales suecos y poner fin al conflicto. Por sus logros militares, recibió en 1790 la Orden de San Jorge (primera clase). 
Por decreto firmado en 1797 por el nuevo zar Pablo I de Rusia, Vasili Chichágov fue retirado y recibió la prohibición de residencia en San Petersburgo. Este decreto fue anulado por Alejandro I de Rusia.
Fue enterrado en el cementerio del Monasterio de Alejandro Nevski.

### Reconocimientos
Varios accidentes geográficos fueron nombrados en su honor:
- una isla del archipiélago de Nueva Zembla;
- la isla Chichagof del archipiélago Alexander, en el sureste de Alaska, la quinta mayor isla de los Estados Unidos;
- una bahía y un cabo en la isla de Nuku Hiva, la mayor de las islas Marquesas, en la Polinesia Francesa;
- una montaña en la isla de Spitsbergen, la mayor de las islas Svalbard.